# Corinne Coderey
Corinne Coderey (Mies, 23 augustus 1935 - aldaar, 29 augustus 1998) was een Zwitserse actrice.

## Biografie

### Afkomst en opleiding
Corinne Coderey was een dochter van Jules Coderey en van Renée Sauty. Haar moeder was pianolerares. Ze was getrouwd met Claude Mossé, een Franse journalist. Ze volgde een opleiding als comédienne aan het Conservatoire de musique de Genève, samen met Germaine Tournier en Jean Bart.

### Carrière
Coderey begon haar carrière in de Comédie de Genève in 1957. Op aansturen van Charles Apothéloz was ze vervolgens te zien in het Centre dramatique romand van Lausanne. Tussen 1965 en 1969 was ze actief in Straatsburg, om later op te treden in Romandië, Brussel en Montréal. Ze werkte samen met regisseurs als André Steiger, Henri Ronse en Benno Besson en gold als de grande dame van het Romandische theater. Ze speelde tevens in verschillende films en televisiefilms, zoals L'invitation van Claude Goretta, en produceerde hoorspelen.

## Filmografie
- Gemeinsame Normdatei: 1080212701
- Historisch woordenboek van Zwitserland: 034222
- Theaterlexikon der Schweiz: Corinne_Coderey
- Virtual International Authority File: 23145066414866590380